# 1537 no Brasil
Esta é uma cronologia dos acontecimentos do ano de 1537 no Brasil.

## Eventos
- 12 de março - Surgimento da povoação do Recife, na Capitania de Pernambuco.
- 28 de maio - Bula do Papa Paulo II contra a escravização dos índios.